# Iglesia Bautista de Belén
La Iglesia Bautista de Belén (en inglés: Bethlehem Baptist Church) es una iglesia bautista con sede en Minneapolis, Estados Unidos. Ella está afiliada a Converge. Su líder es el pastor Kenny Stokes. 

## Historia

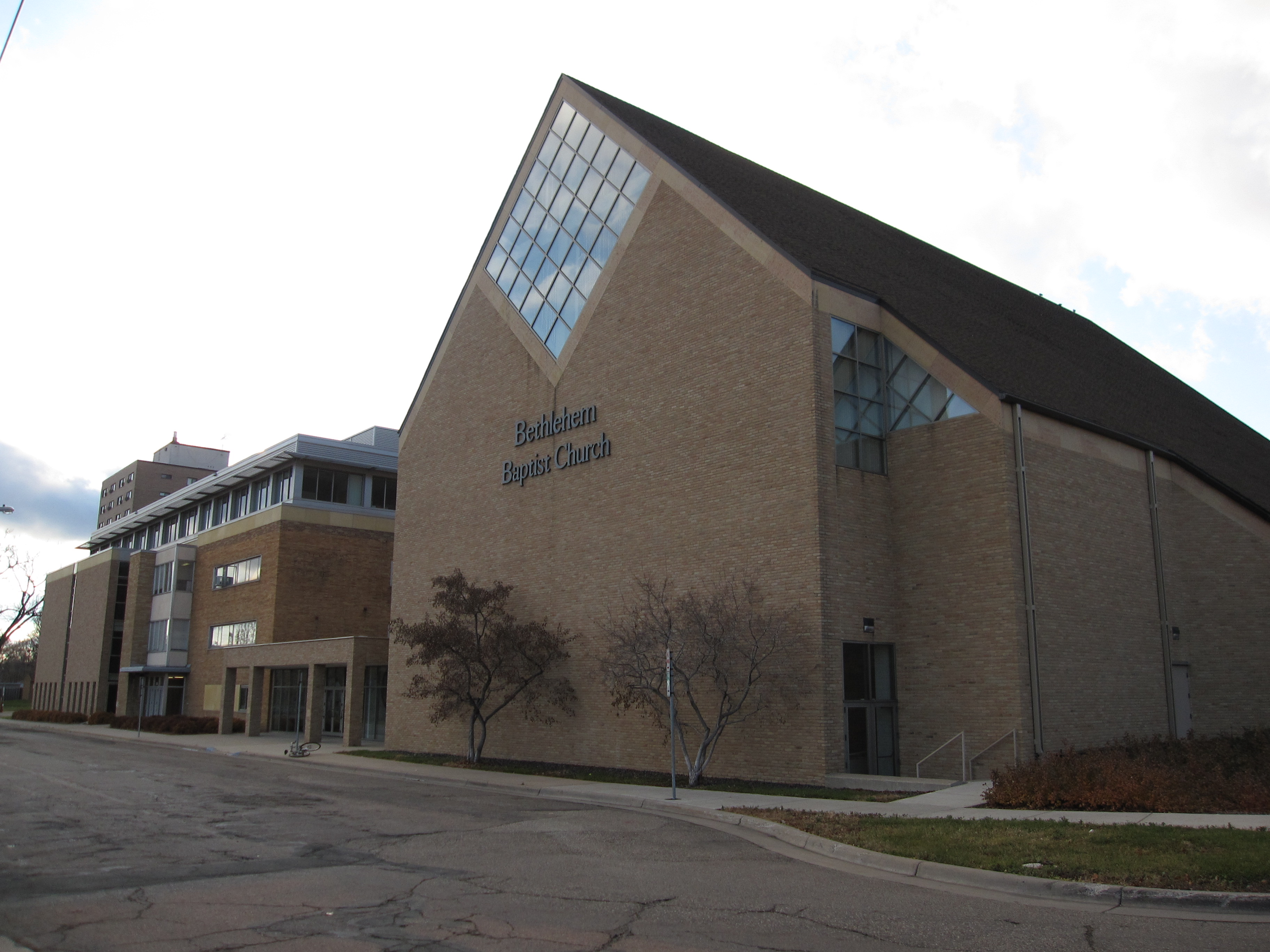
Campus en Minneapolis

La iglesia fue fundada en 1871 como la Primera Iglesia Bautista Sueca de Minneapolis por J. L. Johnson y un grupo de suecos de la Primera Iglesia Bautista de Minneapolis. En 1885, compró el edificio de la Segunda Iglesia Congregacional en el centro de Minneapolis. En 1980, John Piper se convirtió en Pastor Principal hasta 2013. En 1991, reconstruyó su edificio principal con un auditorio de 900 asientos. En 2002, la iglesia inauguró un segundo campus en el norte de la ciudad. La iglesia inauguró un tercer campus en el sur de la ciudad en 2006. En 2012, Jason Meyer se convirtió en pastor principal. En 2020, dijo que tenía una asistencia semanal de 4,600 personas. En 2021, Kenny Stokes se convirtió en pastor principal.
En 2022, puso fin a su red de sitios múltiples y sus campus Norte y Sur se convirtieron en iglesias independientes.
Para el año 2025 contaba con 2 servicios los domingos en su santuario con capacidad para 900 personas. 

## Creencias
La Iglesia tiene una confesión de fe bautista y es miembra de Converge.

## Controversias
En agosto de 2021, Jason Meyer renunció como pastor del campus del centro de la ciudad.   Según este último, el consejo de ancianos lo acusó de tener demasiada empatía. Según este último, el consejo de ancianos lo acusó de tener demasiada empatía en sus sermones. Meyer sugirió que un predicador neofundamentalista cumpliría mejor con las expectativas del concilio. Sugirió que un predicador sería más adecuado para las expectativas de la iglesia. Otros tres pastores también renunciaron en el verano de 2021, citando problemas de acoso, una cultura tóxica y conflictos sobre cómo manejar el abuso. Gran parte del abuso que sufrieron estos pastores estuvo relacionado con su apoyo a la teoría crítica de la raza y el movimiento #MeToo.